# NGC 3276
NGC 3276 est une galaxie lenticulaire située dans la constellation de la Machine pneumatique. NGC 3276 a été découverte par l'astronome britannique John Herschel en 1835.

## Caractéristiques
Sa vitesse par rapport au fond diffus cosmologique est de 5 021 ± 50 km/s, ce qui correspond à une distance de Hubble de 74,1 ± 5,2 Mpc (∼242 millions d'al).